# ذو الرأس الذيلي
ذو الرأس الذيلي أو كارايوروس (الاسم العلمي: Karaurus sharovi)، جنس منقرض من البرمائيات شبيهة السمندل من العصر الجوراسي المتأخر (أكسفورد - كيميرغيان) من تكوين كاراباستايو في كازاخستان. انها واحدة من أقدم السمادل المعروفة.
كان ذو الرأس الذيلي يطول حوالي 20 سم (7.9 بوصة)، ويشبه إلى حد كبير تشريحيًا السمادل الحديثة. ربما كان يسبح في المياه العذبة لتغذي على القواقع المائية والديدان والقشريات والحشرات

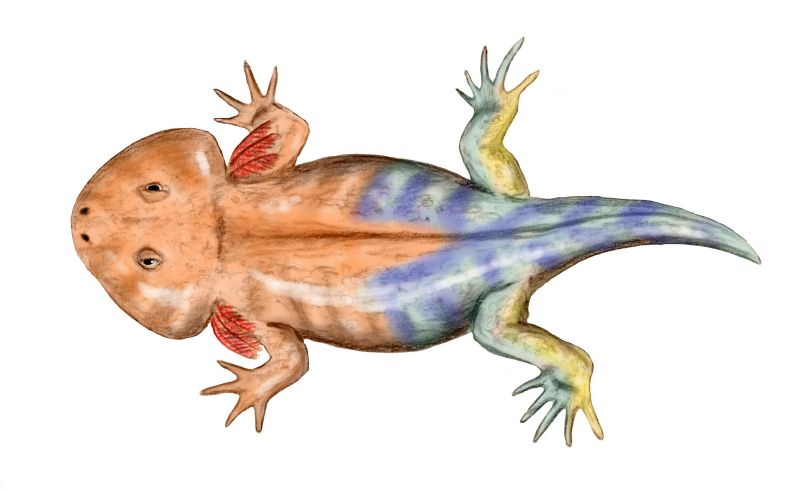
Life restoration of Karaurus sharovi